# D35 (hunebed)
Hunebed D35 ligt aan de noordzijde van het Valtherbos tussen Klijndijk en Valthe in de Nederlandse provincie Drenthe.
Het hunebed is te bereiken via een zandweg vanaf de Melkweg tussen Valthe en Klijndijk. 

## Bouw
Het hunebed wordt toegeschreven aan de trechterbekercultuur.
Er zijn nog slechts twee dekstenen - van de oorspronkelijke vier - aanwezig. Het hunebed heeft nooit poortstenen gehad. Er zijn tien draagstenen en twee sluitstenen, deze liggen bijna geheel onder het zand. 
Het hunebed is 8,5 meter lang en 3,2 meter breed.
Het hunebed is precies oost-west georiënteerd en staat aan de rand van een voormalige waterplas (een pingoruïne). Vlak bij het hunebed ligt de grafheuvel "Eppiesbargie". De oudste handelsroute van Drenthe loopt langs D31, D33, D34, D35 en deze grafheuvel. De Valtherzandweg vormt nog een deel van deze prehistorische route.

## Geschiedenis
Het hunebed wordt vermeld door Nicolaas Westendorp in 1815.
Van Giffen beschrijft het hunebed als "in vervallen staat".
In 1871 kocht de provincie Drenthe hunebed D35 van de boermarke van Valthe.
Het hunebed werd gerestaureerd in 1952. In de jaren zestig is er nog een onderzoek uitgevoerd. Uit dit laatste onderzoek bleek dat het, net als het hunebed in Tynaarlo (D6) ging om een hunebed zonder poort.